# Néstor García Canclini
Néstor García Canclini (La Plata, Argentina, 1939) é um antropólogo argentino contemporâneo.
O foco de seu trabalho é a pós-modernidade e a cultura a partir de ponto de vista latino-americano. É considerado um dos maiores investigadores em comunicação, estudos culturais e sociologia da América Latina.

## Vida
Estudou Filosofia e concluiu o doutorado em 1975 na Universidade Nacional da Prata. Três anos depois, concluiu o doutorado na Universidade de Paris - X (Nanterre). 
Atuou como docente nas universidades da Prata (1966-1975) e Buenos Aires (1974-1975).
Foi também professor nas universidades de Stanford, Austin, Barcelona e São Paulo.
É professor desde 1990 da Universidad Autónoma Metropolitana no México, onde está radicado.

### Linha de trabalho
Um de seus livros lançados no Brasil com o título Culturas Híbridas: Estratégias para Entrar e Sair da Modernidade abriu uma nova linha para estudos culturais no continente.
Outro deles, Consumidores e Cidadãos(1995), propôs a politização do consumo e rompeu a forma tradicional de analisar hábitos televisivos.  Para ele, o consumo nunca é um fenômeno passivo, como se era acreditado em outras teorias da comunicação. A noção de consumo está carregada de um certo condicionamento que vem da produção e da circulação. A televisão no século XX estaria se tornando um meio intermedial entre os diversos meios de comunicação que começaram a surgir, sobretudo, a internet. A televisão apresenta um papel ambíguo, ora se apresenta como complementar a outros meios, ora como uma concorrente. 
Um dos conceitos principais de seus estudos é o de Hibridação. Para ele, hibridação consiste em considerar as intersecções entre as culturas para estabelecer como objeto de estudo ciências sociais esses cruzamentos, fusões, conflitos e contradições. Canclini fala dos conceitos de diferença, vindo da antropologia, desigualdade, vindo da sociologia, e conexão-desconexão, vindo da comunicação. Para ele, essas são diferentes formas de ver a organização social, mas não se excluem, já que mesmo na ausência de diferenças pode haver desigualdade, e mesmo em uma sociedade igualitária pode haver problemas de comunicação. O objetivo, então, seria descobrir e estudar as relações entre essas disciplinas. A noção de hibridação é útil para reunir vários processos que foram estudados separados. Não é, no entanto, uma noção circular, cíclica, completa em si mesma. Assim como existem fusões, algumas tradições permanecem e antagonismos continuam a existir. Negociações e contradições são próprias do processo de hibridação.
Canclini critica os estudos culturais norte-americanos por estes terem chegado a um lugar sem saída devido às concepções críticas humanísticas produzidas pelos autores. Assim, teria acontecido uma Hipertextualização , sem levar tanto em conta o contexto dos processos socioeconômicos, mas apenas análises de gênero e etnia. Acredita que na América Latina, apesar dos poucos instrumentos técnicos para fazer uma análise elaborada, a questão socioeconômica foi mais tratada, sendo, assim o estudo latino americano mais completo. 
No livro Cidades e cidadãos imaginados pelos meios de comunicação, Canclini diz que as cidades são imaginadas pelos meios de comunicação como lugares onde tudo o que rompe com a ordem urbana é modificado pela mídia. "o processo de hibridização significa o rompimento das fronteiras que separavam as culturas tradicionais, a cultura de elites e a cultura de massas" (CANCLINI, 1990, p. 18) .Os cidadãos são imaginados como legitimadores da “veracidade” construída pelos meios de comunicação. São esses cidadãos que justificam esta “veracidade” ante os poderes econômicos e políticos. 
Além disso, ele afirma que a aparição do jornal foi decisiva para a instauração da noção moderna de esfera pública, e este meio continua oferecendo mais oportunidades que os demais para a elaboração do debate sobre os assuntos públicos. Segundo o autor, "o jornal revela diariamente que a vida pública tem raízes na cidade, no entanto, essa esfera micro (cidade) estaria ligada diretamente com o mesopúblico (as milhões de pessoas que interagem no contexto do Estado-nação) e com o macropúblico (os circuitos de alcance supranacional e ainda global, representados pelas agências transnacionais de notícias, as empresas produtoras de filmes e programas de televisão)", ou seja, as mais diversas esferas se relacionam entre si de maneira a convocar um debate. 
Ainda nessa noção, o autor trata no texto sobre os meios de comunicação como mantenedores da ordem social. Segundo Canclini, uma descoberta que se confirma em diversas pesquisas dos últimos anos é que a imprensa, o rádio e a televisão contribuem para reproduzir, mais do que para alterar, a ordem social. Seus discursos têm uma relação de complementaridade com as estruturas socioeconômicas e com os lugares comuns da cultura política. Mesmo quando registram manifestações e testemunham a desigualdade, os meios editam as vozes excluídas de maneira a preservar o status quo.
O autor fala também de características comuns dos cultural studies norte-americanos e dos estudos de cultura da América Latina. Cita como exemplos "a vocação transdisciplinária, a reflexão e investigação sobre cultura em relação a estrutura e poder, a divisão de classes e grupos de consumo na sociedade e o interesse de estudar sociológica ou socioantropologicamente os produtos culturais, não analisar isoladamente as obras de arte ou as obras literárias, mas vê-las na trama complexa de relações de produção cultural." 
É autor de estudos culturais interdisciplinares, ou seja, a cultura ou as culturas, bem como as suas interações, convergências e choques.
Estudioso da globalização e das mudanças culturais na América Latina, seu trabalho é marcado pela análise e as mesclas entre culturas, etnias, referências midiáticas, populares e tradicionais.

## Obras
Alguns livros em espanhol
- Arte popular y sociedad en América Latina, Grijalbo, México, 1977
- La producción simbólica. Teoría y método en sociología del arte, Siglo XXI, México, 1979
- Las culturas populares en el capitalismo, Nueva Imagen, México, 1982
- ¿De qué estamos hablando cuando hablamos de lo popular?, CLAEH, Montevidéu, 1986
- Cultura transnacional y culturas populares (ed. con R. Roncagliolo), Ipal, Lima, 1988
- Culturas híbridas. Estrategias para entrar y salir de la modernidad, Grijalbo, México, 1990
- Cultura y Comunicación: entre lo global y lo local, Ediciones de Periodismo y Comunicación.
- Las industrias culturales en la integración latinoamericana
- La globalización imaginada, Paidós, Barcelona, 1999
- Latinoamericanos buscando lugar en este siglo, Paidós, Buenos Aires, 2002
- Lectores, espectadores e internautas, Gedisa, Barcelona, 2007

Títulos traduzidos para o português e lançados no Brasil
- Culturas Híbridas: Estratégias para Entrar e Sair da Modernidade, 1990[2]
- Consumidores e cidadãos, 1995[1][2]
- Leitores, espectadores e internauta, 2008,[1] Ed. Iluminuras, São Paulo
- A globalização imaginada, (2003), Ed. Iluminuras, São Paulo
- As Culturas Populares no Capitalismo,(1983), Ed. Brasiliense
- O Mundo Inteiro como Lugar Estranho, 2016, Edusp - Editora da Universidade de São Paulo.
- Diferentes, desiguais e desconectados: Mapas da Interculturalidade. 2009, Editora [[Universidade Federal do Rio Grande do Sul.

## Prêmios
Recebeu o título de pesquisador emérito do Sistema Nacional de Pesquisadores do México.
Uma de suas obras, Culturas Híbridas, recebeu o prêmio Book Award, concedido pelo Latin American Studies Association, por ter sido considerado o livro do ano em 2002 sobre a América Latina.